# Christiane Hansen (Nonne)
M. Christiane Hansen OCist (* 1965 in Kopenhagen) ist eine dänische Zisterzienserin und Äbtissin des Zisterzienserinnenklosters Seligenthal in Landshut.

## Biografie
Christiane Hansen wurde 1965 in Kopenhagen geboren und trat 1985 nach dem Abitur in das – 2013 aufgelöste – dänische Zisterzienserinnenkloster Sostrup ein. Angesichts der Entwicklungen in Sostrup unter der neuen Leitung wechselte sie 1990 nach Landshut, indem sie ihre Profess auf die dortige Abtei Seligenthal unter Äbtissin Assumpta Schenkl übertrug, und studierte in München. Dort erhielt sie ihr Staatsexamen und unterrichtete am Gymnasium der Schulstiftung der Zisterzienserinnen der Abtei Seligenthal die Fächer Latein, Katholische Religion und Spanisch. Bis 2007 war sie Novizenmeisterin im Kloster und von 2007 bis 2009 Schulleiterin des Gymnasiums.
Seit 2009 ging sie sporadisch und seit August 2013 dauerhaft in das Zisterzienserinnenpriorat Helfta bei der Lutherstadt Eisleben. Sie wurde vom dortigen Konvent unter dem Vorsitz des Generalabtes Mauro-Giuseppe Lepori am 31. Januar 2015 als Nachfolgerin der verstorbenen Agnes Fabianek zur Priorin gewählt.
Am 9. Mai 2023 wurde sie als Nachfolgerin der mit 75 Jahren zurückgetretenen M. Petra Articus zur 44. Äbtissin von Seligenthal postuliert und am 25. Juni 2023 in ihr Amt eingeführt. Am 19. August 2023 empfing sie von Generalabt Lepori die Benediktion zur Äbtissin; der Regensburger Bischof Rudolf Voderholzer stand dem Gottesdienst als Hauptzelebrant vor.

## Belege
1. 1 2  „Hansen, Christiane“ In: Biographia Cisterciensis (Cistercian Biography), Version vom 8. Dezember 2015, abgerufen am 20. Dezember 2022.
2. ↑  Ich habe hier meine Heimat gefunden. Christiane Hansen leitet das Zisterzienserinnenkloster Helfta. Presseinformation der Investitions- und Marketinggesellschaft Sachsen-Anhalt mbH, o. J. Abgerufen am 20. Dezember 2022.
3. ↑  Sr. Christiane Hansen ist neue Priorin in Helfta auf orden.de, 1. Februar 2015, abgerufen am 20. Dezember 2022.
4. ↑  Jörg Müller: Kloster Helfta: Dänin führt nun das Zepter, Mitteldeutsche Zeitung, 23. Februar 2015, abgerufen am 20. Dezember 2022.
5. ↑  Äbtissinenwahl in Seligenthal (Memento des Originals vom 3. Juli 2023 im Internet Archive)  Info: Der Archivlink wurde automatisch eingesetzt und noch nicht geprüft. Bitte prüfe Original- und Archivlink gemäß Anleitung und entferne dann diesen Hinweis.
6. ↑  Wie man durch Hören das Herz miteinbezieht. Meldung des Bistums Regensburg, abgerufen am 21. August 2023.